# Théorie de la modernisation

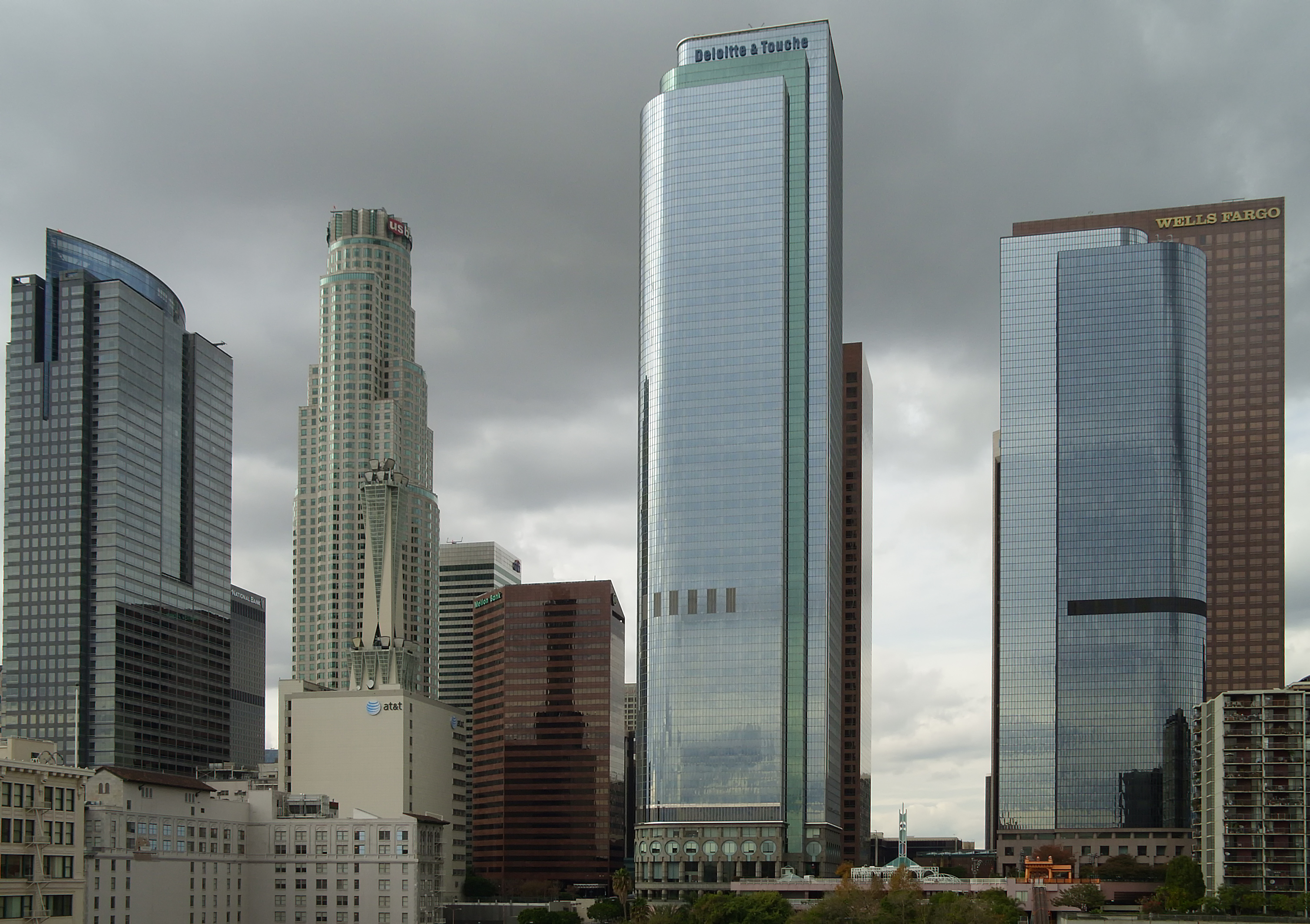
L’évolution des industries à la suite de la modernisation.

La théorie de la modernisation est une théorie du champ des sciences sociales (principalement de la sociologie et de l'économie) qui soutient que les différences qui existent entre les pays du Nord et ceux du Sud sont liées principalement à des problèmes culturels. Elle est critiquée par la théorie de la dépendance, selon laquelle ces différences sont surtout dues aux séquelles de la colonisation.

## Cause du sous-développement
Populaire durant les années 1950 et 1960, la théorie de la modernisation explique le sous-développement des pays du Sud par leur incapacité d'appliquer des politiques adéquates. Les infrastructures, l'administration, l'économie et la politique de ces pays souffrent d'un retard culturel. Si les pays du Nord vivent dans une société économiquement riche, politiquement stable et technologiquement avancée, c'est que ces pays ont pris collectivement et individuellement les décisions adéquates. Pour Walt Whitman Rostow, toutes les sociétés passent à travers certains stades de développement. Ainsi, les sociétés qui favorisent la tradition plutôt que l'innovation, les aspects communautaires ou régionalistes plutôt que les perspectives de conciliations nationales sont appelées sous-développées car elles ne sont pas encore au même stade de leur développement que les sociétés européennes et nord-américaines. Pour Talcott Parsons, sont considérées comme développées les sociétés qui ont établi des frontières distinctes entre les différentes sphères d'activités. Ainsi, les sociétés dans lesquelles il y aura collusion entre les médias et la politique entre la loi et l'économie, seront appelées sous-développées.

## Comment résoudre le sous-développement?
La plupart des théoriciens de la modernisation proposent des solutions au sous-développement. En général, ils soutiennent que les pays du Nord peuvent jouer un rôle dans le développement des pays du Sud. Le Nord peut ainsi soutenir le Sud lors d'une transition vers des attitudes et des institutions adéquates. Leur assistance technique peut aider les pays du Sud à réformer leurs institutions politiques et économiques. Ces réformes s'appellent communément « la modernisation » lorsqu'elles posent le problème du développement en termes de tradition et de modernité. Ainsi, la théorie de la modernisation est une des premières théories du développement qui explique celui-ci en termes culturels.

## Critiques de la modernisation
La théorie de la dépendance est une des critiques les plus importantes adressées à la théorie de la modernisation. Pour celle-ci, le sous-développement des pays du Sud ne s'explique pas en termes de retard culturels mais d'organisation structurelle de l'économie mondiale. Si ces pays demeurent dans un état de sous-développement chronique, c'est parce que les pays du Nord les maintiennent dans un état de dépendance économique, politique et technologique, via des échanges inégaux, historiquement instauré par l'impérialisme et le colonialisme. Le schéma simplifié est le suivant : les pays pauvres fournissent la main d'œuvre et les ressources naturelles utilisées pour la production de la majorité des produits. Ces produits leur sont revendus à des prix supérieurs aux prix de la main d'œuvre et les ressources naturelles. Résultat : la balance commerciale des pays pauvres est négative (ou au mieux légèrement positive). Ce fonctionnement perdure tant qu'il n'y a pas transfert technologique des pays du Nord aux pays du Sud ou émergence d'un marché domestique suffisamment important pour permettre aux pays du Sud de s'auto-suffire.
À la suite de nombreuses critiques adressées directement à la théorie de la modernisation ainsi qu'au structuro-fonctionnalisme auquel elle est apparentée, cette théorie a été abandonnée à la fin des années 1960. Cependant, certains auteurs plus récents comme Jeffrey Alexander et Edward Tiryakian tentent de reformuler la théorie de la modernisation en prenant en compte les contextes contemporains qu'ils appellent post-modernisation ou néo-modernisation.

## Théoriciens de la modernisation
par ordre alphabétique, non exhaustif
- Gino Germani
- Alexander Gerschenkron
- Lincoln Gordon
- Talcott Parsons
- Amartya Sen
- Neil Smelser
- Walt Whitman Rostow